# John Gavin
John Gavin, ursprungligen Juan Vincent Apablasa Jr., född 8 april 1931 i Los Angeles, Kalifornien, död 9 februari 2018 i Beverly Hills i Los Angeles, var en amerikansk skådespelare, diplomat och ambassadör. För sin huvudroll i Douglas Sirks film Tid att älska, dags att dö tilldelades han 1958 en Golden Globe för bästa manliga nykomling. Han fick ett stort genombrott med sin medverkan i Sirks nästa film Den stora lögnen 1959. Han hade också stora biroller i kassasuccéerna Spartacus och Psycho 1960. Han var kontrakterad att efterträda George Lazenby som James Bond, men då Sean Connery övertalades att återkomma i Diamantfeber köptes Gavin ut.
Under åren 1971–1973 var han ordförande för fackföreningen Screen Actors Guild. Gavin var under åren 1981–1986 utsedd till ambassadör i Mexiko av Ronald Reagan.

## Filmografi, urval
- 1958 – Tid att älska, dags att dö
- 1959 – Den stora lögnen
- 1960 – Psycho
- 1960 – Spartacus
- 1961 – Operation kär och galen
- 1967 – Moderna Millie
- 1969 – Tokiga grevinnan